# Сурожане
Сурожане — богатые купцы (гости) в средневековой Москве XIV—XV веков, которые вели торговлю с Византией и с итальянскими городами, а затем — с Турцией через порт Сурож (совр. Судак) в Крыму (отсюда их название). Впервые упоминаются в 1356 году. Сурожане вывозили на юг меха и другие товары в обмен на драгоценные ткани и пряности, в поисках высоко ценимых на Западе и Востоке ловчих птиц добирались и до Печоры, были, по-видимому, объединены в какую-то организацию, характер которой неясен. В источниках XVI в. сурожане уже не упоминаются.
В Новгороде XVI века — богатые купцы, переселенные в конце XV века из Москвы в Новгород и образовавшие там особо привилегированную купеческую организацию. После разгрома Новгорода Иваном IV привилегии сурожан были отменены, а сами они переселены из Новгорода в Москву.